# Antboy
Série
Antboy : La Revanche de Red Fury
(2014)
Pour plus de détails, voir Fiche technique et Distribution.
Antboy est un film danois réalisé par Ask Hasselbalch et sorti en 2013. 
Le film connaîtra deux suites : Antboy : La Revanche de Red Fury et Antboy 3 : Le Combat final.

## Synopsis
Pelle est un jeune garçon de 12 ans qui a été piqué par une fourmi et devient un super héros (Antboy).

## Fiche technique
- Titre : Antboy
- Réalisation : Ask Hasselbalch
- Scénario : Anders Ølholm, Torbjørn Rafn et Nikolaj Arcel d'après les livres de Kenneth Bøgh Andersen
- Photographie : Niels Reedtz Johansen
- Musique : Peter Peter (en)
- Pays d'origine : Danemark
- Genre : Aventure et comédie
- Date de sortie : 2013

## Distribution
- Oscar Dietz : Pelle Nøhrmann / Antèboy
- Lærke Winther Andersen : la mère de Pelle Nøhrmann
- Amalie Kruse Jensen : Ida
- Samuel Ting Graf : Wilhelm
- Nicolas Bro : Dr. Gæmelkrå / Loppen
- Cecilie Alstrup Tarp  : Amanda
- Marcuz Jess Petersen  : Allan
- Johannes Jeffries Sørensen  : Mark
- Lærke Winther  : Mor
- Frank Thiel  : Far
- Thomas Voss  : Carsten
- Caspar Phillipson  : M. Sommersted

## Récompense
- Robert du meilleur film de famille ou pour enfants.